# カルブレイス・ロジャース
カルブレイス・ペリー・ロジャース（Calbraith Perry Rodgers、1879年1月12日 - 1912年4月3日）はアメリカ合衆国のパイロットである。ライトフライヤーEX型で初のアメリカ大陸横断飛行（ニューヨークからカリフォルニア州まで）を行った。6,700Kmを49日かけて横断した。10数回の墜落によって、機体の部品もほとんど取りかえられた。

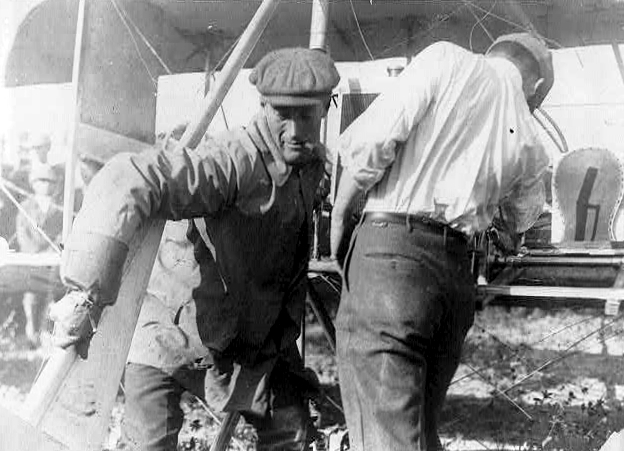
1911年11月、カリフォルニア州パサデナに着陸し、ビン・フィズ・フライヤーから降りるロジャース

ピッツバーグに生まれた。ファーストネームとミドルネームは祖父のマシュー・カルブレイス・ペリー（日本に開国をせまったペリー提督（代将））にちなむ。フットボールの選手であったが、1911年ライト兄弟に飛行機の操縦を習った。1911年ウィリアム・ハーストが30日間以内にアメリカの東海岸から西海岸までの横断飛行の最初の成功者に$50,000の賞金をかけたのに挑戦した。ソフトドリンクの「ビン・フィズ」のメーカーをスポンサーにつけて、家族とメカニックと予備部品をつんだ列車をしたてて1911年9月17日ニューヨークを出発した。機体はライト・フライヤーEX型で、ライトフライヤー号から前翼を取り除いたような機体で、依然としてチェーン駆動のプッシャー形式の機体であった。49日後カリフォルニア州パサデナに到着した。30日を越えたので賞金は得られなかったが初の大陸横断飛行に成功した。実飛行時間は82時間ほどで、平均80 km/hで飛行したことになる。到着した時、機体部品で、出発時のままのものは垂直尾翼と翼間支柱2本だけであった。交換した主翼は18枚、脚そりは20本エンジンは2台であったという。
1912年カリフォルニアのエアショーで事故死した。